# Kryptodrakon
Kryptodrakon progenitor
Genre
Espèce
Kryptodrakon est un  genre fossile de ptérosaures  ptérodactyles dont les restes fossiles, découverts dans la formation de Shishugou en Chine, ont été datés du Jurassique supérieur avec un âge d'environ 162,7 millions d'années.
Une seule espèce est connue, Kryptodrakon progenitor. En 2014, il s'agissait du plus basal et plus ancien membre connu des Pterodactyloidea,.

## Découverte
En 2001, des os sont découverts dans le Xinjiang par Chris Sloan. D'abord attribués à un théropode, ils sont finalement reconnus comme étant des os d'un ptérosaure par le paléontologue James M. Clark (d).

## Étymologie
En 2014, Brian Andres (d), James M. Clark (d) et Xu Xing nomment et décrivent l'espèce Kryptodrakon progenitor à partir du grec κρυπτός, kryptos (« caché ») et δράκων, drakon (« dragon »). Le nom fait allusion au film Tigre et Dragon. L'épithète progenitor signifie « ancêtre » en latin et fait référence au statut de plus basal membre des ptérodactyloïdes.

## Description
Son envergure était d’environ 1,50 mètre et il vivait en milieu terrestre.